# Saison 1 des Sorciers de Waverly Place
Chronologie
Saison 2 des Sorciers de Waverly Place
Cet article présente le guide des épisodes de la première saison de la série télévisée Les Sorciers de Waverly Place.

## Épisode 1:Les 10 Minutes de Folie
- Titre original : The Crazy 10 Minutes Sale
- Numéros :  1 (1-01) / Prod° : 102
- Scénaristes : Todd J. Greenwald
- Réalisateur : Fred Savage
- Diffusions : 
  -  États-Unis : 12 octobre 2007
  -  France : 22 janvier 2008
- Audience : 5,9 millions
- Invité(es) : Skyler Samuels dans le rôle de Gigi, Amanda Tepe dans le rôle de la gérante du magasin
- Leçon de magie : le clonage
- Sort : Edgebono Utoosis (sert à dupliquer une personne ou un objet)
- Résumé : Leçon du jour:le sort de Duplication! On fait des doubles...d'objet,de lapin,d'humain...Arriver à faire croire qu'on est bon élève alors qu'en même temps on peut faire du shopping dans des supers magasins de fringues!.

## Épisode 2:Premier Baiser
- Titre original : First Kiss
- Numéros :  2 (1-02) / Prod° : 104
- Scénaristes : Vince Cheung, Ben Montanio
- Réalisateur : Joe Regalbuto
- Diffusions : 
  -  États-Unis : 19 octobre 2007
  -  France : 29 janvier 2008
- Audience : 4,9 millions
- Invité(es) : Lucy Hale

Résumé : Max prépare un sandwich qui peut apporter la renommée à sa famille. Pendant ce temps, Justin essaie d'embrasser une fille pour la première fois.
Remarque : cet épisode vient après l'épisode 10 car Justin commence à sortir avec Miranda alors que dans  "Premier baiser" il sort déjà avec elle.

## Épisode 3:L'Amour en chocolat
- Titre original : I Almost Drowned In a Chocolate Foutain
- Numéros :  3 (1-03) / Prod° : 105
- Scénaristes : Perry Rein, Gigi Mccreery
- Réalisateur : Joe Regalbuto
- Diffusions : 
  -  États-Unis : 26 octobre 2007
  -  France : 5 février 2008
- Audience : 3,7 millions
- Invité(es) :
- Résumé : Alex utilise un lutin de poche pour réussir son examen d'espagnol dans le but d'aller à un rendez-vous avec Riley.

## Épisode 4:Un petit boulot magique
- Titre original : New Employee
- Numéros :  4 (1-04) / Prod° : 107
- Scénaristes : Peter Murrieta
- Réalisateur : Bob Berlinger
- Diffusions : 
  -  États-Unis : 2 novembre 2007
  -  France : 12 février 2008
- Audience :
- Invité(es) :
- Résumé : Alex réussit à convaincre ses parents à engager Harper dans le Sub Station mais Harper se révèle être une vraie catastrophe comme serveuse.

## Épisode 5:Tapis, mon beau tapis!
- Titre original : You Can't Always Get What You Carpet
- Numéros :  6 (1-06) / Prod° : 101
- Scénaristes : Peter Murrieta
- Réalisateur : Fred Savage
- Diffusions :
  -  États-Unis : 10 novembre 2007
  -  France : 27 février 2008
- Audience :
- Invité(es) :
- Résumé : Alex fait redécorer sa chambre par son frère Justin et son père, Alex va allez dans la cave et va découvrir un tapis qui lui plait, elle va donc l'installer dans sa chambre. En nettoyant sa tapisserie le tapis s'envole, elle découvre que c'est un tapis volant, mais son père ne voudra pas lui donner des leçons de tapis, c'est donc Justin en pleine nuit qui va lui apprendre à conduire un tapis volant, ensuite quand son père accepte de lui faire passer le test, elle réussit.

## Épisode 6:Une soirée désenchantée
- Titre original : Disenchanted Evening
- Numéros :  5 (1-05) / Prod° : 114
- Scénaristes : Jack Sanderson
- Réalisateur : Mark Cendrowski
- Diffusions : 
  -  États-Unis : 9 novembre 2007
  -  France : 19 février 2008
- Audience :
- Invité(es) :
- Résumé : Après qu'Alex ait fait la connaissance d'un sorcier pouvant utiliser la magie de façon illimitée, elle souhaite que ses parents lui permettent de faire la même chose. Quant à lui, Max doit faire un exposé sur la planète Mars.

## Épisode 7:Le Jeu de la vérité
- Titre original : Alex's Choice
- Numéros :  7 (1-07) / Prod° : 109
- Scénaristes : Matt Goldman
- Réalisateur : Bob Berlinger
- Diffusions : 
  -  États-Unis : 16 novembre 2007
  -  France : 6 mars 2008
- Audience :
- Invité(es) :
- Résumé : Gigi invite Harper à son thé annuel, mais Alex se méfie : la seule raison pour laquelle elle a invité son amie, c'est pour la ridiculiser. Mais Alex va intervenir et durant la soirée, elle va jeter un sort de vérité et tout le monde va confier ses petits secrets et Alex ira même jusqu'à dire à tout le monde qu'elle est une sorcière...

## Épisode 8:Attention chien dragon
- Titre original :  Curb Your Dragon
- Numéros :  8 (1-08) / Prod° : 108
- Scénaristes : Gigi McCreery & Perry Rein
- Réalisateur : Bob Berlinger
- Diffusions : 
  -  États-Unis : 30 novembre 2007
  -  France : 13 mars 2008
- Audience :
- Invité(es) :
- Résumé : Pour lui faire oublier son chagrin, Alex offre à Justin un petit chien. Malgré son apparence, il s'agit en réalité d'un dragon. Mais le vendeur est un charlatan, il va revenir reprendre le chien, Alex et Justin vont aller à un concours de chiens où se trouve le vendeur et vont tout faire pour récupérer leur chien...

## Épisode 9:Alex fait son cinéma
- Titre original : Movies
- Numéros :  9 (1-09) / Prod° : 113
- Scénariste : Justin Varava
- Réalisateur : Mark Cendrowski

- Diffusions : 
  -  États-Unis : 14 décembre 2007
  -  France : 20 mars 2008
- Audience :
- Invité(es) : Tiffany Thornton
- Résumé : Justin a de nouveaux amis et Alex va tout faire pour s'intégrer dans son groupe d'amis. Pour cela, quand Justin et ses amis vont au cinéma, elle y va aussi, Mais elle trouve Justin en train de jouer à un jeu dans la salle d'attente du cinéma car le film est -18 ans mais Alex va mal dire une formule et va se retrouver par erreur dans le film, son frère va donc lui aussi aller dans le film pour l'aider...

## Épisode 10:Zappe le bouton!
- Titre original : Pop Me and We Both Go Down
- Numéros :  10 (1-10) / Prod° : 103
- Scénaristes : Vince Cheung & Ben Montanio
- Réalisateur : Bob Berlinger
- Diffusions : 
  -  États-Unis : 6 janvier 2008
  -  France : 10 avril 2008
- Audience : 5,3 millions
- Invité(es) : Lucy Hale, Curtis Armstrong
- Résumé : Juste avant le bal, Justin a un énorme bouton sur le front. Alex veut l'aider mais va réciter une formule et va rendre vie à son bouton, Justin lui demande donc d'inverser le sort mais Alex n'a pas le sort d'inversion et Justin va donc devoir allez au bal avec le bouton qui est en vie...

## Épisode 11:Potion tragique
- Titre original : Potion Commotion
- Numéros :  11 (1-11) / Prod° : 110
- Scénaristes : Todd J. Greenwald
- Réalisateur : Bob Berlinger
- Diffusions : 
  -  États-Unis : 10 février 2008
  -  France : 17 avril 2008
- Audience :
- Invité(es) :
- Résumé : Justin est en compétition avec un camarade de classe pour pouvoir participer au sommet mondial des écoles aux Nations unies. Alex est amoureuse de ce garçon, elle va donc préparer une potion pour qu'il tombe amoureux d'elle mais par erreur, elle va boire les deux parties de sa potion et elle va donc tomber amoureuse d'elle-même et à chaque fois qu'elle se dit des compliments, sa tête grossit, pendant ce temps, Max a reçu ses pleins pouvoirs et doit donc porter un chapeau ridicule...

## Épisode 12:La Petite Sœur de Justin
- Titre original : Justin's Little Sister
- Numéros :  12 (1-12) / Prod° : 117
- Scénariste : Eve Weston
- Réalisateur : Andrew Tsao
- Diffusions : 
  -  États-Unis : 9 mars 2008
  -  France 7 mai 2008
- Audience :
- Invité(es) :
- Résumé : Alex en a marre que tout le monde la compare avec son frère Justin, elle va donc demander à un génie de faire en sorte que plus personne ne la compare avec son frère Justin, mais le génie va détourner son vœux et va faire en sorte que personne ne reconnaisse son frère Justin...

## Épisode 13:Le Château des Sorciers - Partie 1
- Titre original :  Wizard School - Part 1
- Numéros :  13 (1-13) / Prod° : 111
- Scénaristes : Vince Cheung & Ben Montanio
- Réalisateur : Mark Cendrowski
- Diffusions : 
  -  États-Unis : 6 avril 2008
  -  France : 14 mai 2008
- Audience : 3,9 millions
- Invité(es) :
- Résumé : Alex et Justin passent leur été dans une école de sorciers. Alors que Justin excelle dans toutes les matières, Alex elle se fait presque virer de tous les cours. Pendant ce temps, Jerry et Max essayent de prouver leur virilité à Théresa en campant sur la terrasse mais durant le séjour, il y aura quelques intempéries...

## Épisode 14:Le Château des Sorciers - Partie 2
- Titre original :  Wizard School - Part 2
- Numéros :  14 (1-14) / Prod° : 112
- Scénaristes : Gigi McCreery & Perry Rein
- Réalisateur : Mark Cendrowski
- Diffusions : 
  -  États-Unis : 6 avril 2008
  -  France : 14 mai 2008
- Audience : 3,9 millions
- Invité(es) :
- Résumé : Justin se révèle très fort à un jeu et il va participer à un tournoi mais le docteur Diablotine veut voler les pouvoirs du gagnant et celle-ci va jeter un sort à Justin pour qu'il ne puisse pas abandonner...

## Épisode 15:La Batte enchantée
- Titre original : The Supernatural
- Numéros :  15 (1-15) / Prod° : 115
- Scénaristes : Matt Goldman
- Réalisateur : Mark Cendrowski
- Diffusions : 
  -  États-Unis : 18 mai 2008
  -  France : 11 juin 2008
- Audience :
- Invité(es) : Chelsea Staub
- Résumé : Justin participe à la sélection de baseball pour impressionner une fille mais pour entrer dans l'équipe, il utilise sa magie. Mais lors du prochain match, son père lui donne comme punition de ne pas se servir de la magie, leur équipe va donc perdre. Mais Alex est amoureuse d'un des joueurs, Riley, et elle va donc tout faire pour que l'équipe de Justin gagne...

## Épisode 16:Entre tonton et papa
- Titre original :  Alex In the Middle
- Numéros :  16 (1-16) / Prod° : 106
- Scénaristes : Matt Goldman
- Réalisateur : Bob Berlinger
- Diffusions : 
  -  États-Unis : 15 juin 2008
  -  France : 15 juillet 2008
- Audience :
- Invité(es) : Eric Allan Kramer
- Résumé : La famille Russo reçoit la visite de leur oncle Kelbo. Alex décide de changer de professeur de magie et elle va donc changer pour apprendre la magie avec son oncle Kelbo. Mais très vite, elle se rend compte qu'il n'est pas un très bon professeur de magie et jusqu'à ce qu'il ouvre un courriel magique où s'échappe de l'eau, Alex et son oncle Kelbo vont se transformer en crevettes. Pendant ce temps, Justin essaie de découvrir qui est son admiratrice secrète et il découvre que c'est Alex .

## Épisode 17:Les Cobayes
- Titre original : Report Card
- Numéros :  17 (1-17) / Prod° : 118
- Scénaristes : Gigi McCreery, Perry Rein & Peter Murrieta
- Réalisateur : Andrew Tsao
- Diffusions : 
  -  États-Unis : 29 juin 2008
  -  France : 22 juillet 2008
- Audience :
- Invité(es) :
- Résumé : Alex, Justin et Max passent l'examen des sorciers, ils reçoivent leur relevé de notes, Justin a un A, Max un C+ et Alex un F, mais pour que le bulletin reparte, elle doit absolument le faire signer à ses parents, mais elle va tout faire pour ne pas le faire signer, et quand ses parents vont trouver son bulletin, elle va paniquer et les transformer en cochon d inde et cela a pour conséquence que le professeur de magie reprenne les pouvoirs d'Alex...

## Épisode 18:Idées volées
- Titre original : Credit Check
- Numéros :  18 (1-18) / Prod° : 121
- Scénaristes : Todd J. Greenwald
- Réalisateur : Fred Savage
- Diffusions : 
  -  États-Unis : 6 juillet 2008
  -  France : 12 août 2008
- Audience :
- Invité(es) :
- Résumé : Alex est embauchée en tant que stagiaire pour un grand magazine de mode. Ses idées plaisent à son rédacteur en chef, malheureusement son rédacteur en chef se sert de ses idées en se les appropriant. Alex va vouloir se venger et elle va donner comme idée à son rédacteur en chef de créer un défiler de mode avec des vêtements super moches et démodés mais juste avant le défilé son rédacteur en chef dit à la patronne que c'est l'idée de Alex...

## Épisode 19:Les Amoureux d'Alex
- Titre original : Alex's Spring Fling
- Numéros :  19 (1-19) / Prod° : 119
- Scénaristes : Matt Goldman
- Réalisateur : Victor Gonzalez
- Diffusions : 
  -  États-Unis : 20 juillet 2008
  -  France : 26 août 2008
- Audience :
- Invité(es) :
- Résumé : Riley décide de quitter Alex à cause de sa jalousie maladive. Pour le rendre jaloux, Alex va animer un mannequin mais par la suite celui-là développe des sentiments pour elle et pour s'en débarrasser, elle va aussi réanimer une poupée à la vie mais ces deux derniers vont s'enfuir dans la rue...

## Épisode 20:Telle mère, telle fille
- Titre original :  Quinceanera
- Numéros :  20 (1-20) / Prod° : 116
- Scénaristes : Gigi McCreery & Perry Rein
- Réalisateur : Victor Gonzalez
- Diffusions : 
  -  États-Unis : 10 août 2008
  -  France : 16 septembre 2008
- Audience : 3,7 millions
- Invité(es) :
- Résumé : C'est un grand jour pour Alex : sa mère lui prépare une quincenera, une fête latino-américaine pour célébrer ses 15 ans. Mais Alex n'est pas emballée par cette fête mais sa mère est déçue car elle-même n'a jamais pu avoir sa quincenara donc pour remédier à cela, Alex et sa mère vont échanger de corps mais elles doivent absolument rejoindre leur corps respectifs avant minuit autrement elles seront bloquées à jamais dans le corps de l'autre.

## Épisode 21:Tableaux vivants
- Titre original : Art Museum Piece
- Numéros :  21 (1-21) / Prod° : 120
- Scénaristes : Vince Cheung & Ben Montanio
- Réalisateur : Victor Gonzalez
- Diffusions : 
  -  États-Unis : 31 août 2008
  -  France : 6 octobre 2008
- Audience :
- Invité(es) :
- Résumé : Alex ne veut pas participer à la sortie culturelle du musée, c'est pour cela que durant cette sortie, elle part en utilisant la magie mais en revenant le soir, son frère lui apprend qu'il y a un questionnaire à remplir sur tous les tableaux du musée. Pour s'aider, elle anime les tableaux et les personnages sortent donc des tableaux mais au moment de les renvoyer, elle se rappelle que pour les renvoyer, il faut connaître l'époque et le lieu, ce qu'elle ne connaît pas du tout...